# Батьківський внесок
Батьківський внесок (БВ) — це будь-які витрати часу, енергії та інших ресурсів батьків, які сприяють  потомству, обмежуючи при цьому свої можливості поліпшувати власну пристосованість.
Раніше  Р. А. Фішер вважав, що БВ обох статей повинні бути однакові принцип Фішера.
Теорія РВ Р. Трайверса передбачає, що стать, яка вкладає більше ресурсів в лактацію, догляд та захист потомства буде перебірливіша при виборі партнера для спарювання, в той час як стать з меншим внеском буде конкурувати за доступ до статі з високим БВ принцип Бейтмана. Відмінності статей по батьківському внеску важливі для визначення інтенсивності статевого добору.

Турбота про потомство зустрічається у багатьох таксономічних групах, включаючи як пойкілотермних організмів (безхребетні, риби, амфібії та рептилії), так і гомойотермних (птахи і ссавці) види. Турбота може здійснюватися на будь-якій стадії життя: пренатальному розвитку, включаючи захист яєць, будівництво гнізда, висижування і виношування в утробі у ссавців і догляд після народження включаючи годування та захист.
Для потомства переваги БВ пов'язані з поліпшенням умов росту і розвитку, БВ також впливає на репродуктивний успіх потомства. В результаті можливість самих батьків зробити нове потомство зменшується. Це може включати як ризик травми, при захисті потомства від хижаків, так і втрату можливості нового парування в період догляду за потомством. Така ситуація часто призводить до конфлікту батьків і потомства (англ. parent-offspring conflict). Тому батькам доводиться підтримувати певну рівновагу між витратами на потомство і підтриманням власної життєдіяльності, необхідним для майбутнього відтворення, що буде виражається у виборі еволюційно стабільної стратегії
БВ можуть здійснювати самки, самці або обидва батьки. В цілому, відбір сприяє тим батькам, які максимізують різницю між виграшем і ціною. При цьому турбота про потомство еволюційно виникає в тих випадках, коли виграш перевищує витрати батьків.